# Naissance en 1068
Naissance
- 1064
- 1065
- 1066
- 1067
- 1068
- 1069
- 1070
- 1071
- 1072

Cette page dresse une liste de personnalités nées au cours de l'année 1068 :
- 1er août : Jin Taizu, empereur de la dynastie Jin.

- Godefroi Ier de Namur, comte de Château-Porcien puis de Namur.
- Henri Ier Beauclerc d'Angleterre, Roi des Anglais.
- Hugues de Crécy, Hugues de Montlhéry dit Le Rouge ou Le Roux, seigneur de Châteaufort, Montlhéry et Gometz-le-Châtel.

date incertaine (vers 1068)
- Abu al-Salt (en), savant polymathe andalou.
- Raoul d'Escures, évêque de Rochester, puis archevêque de Canterbury.
- Vemulawada Bheemakavi (en), poète indien.

## Crédit d'auteurs
- Cet article est partiellement ou en totalité issu de l'article intitulé « 1068 » (voir la liste des auteurs).